# Million Dollar Desert
Million Dollar Desert is een realitycompetitie televisieprogramma van Monday Media (in samenwerking met Talpa) op de Nederlandse zender NET5. Het programma wordt gepresenteerd door Dennis van der Geest. Het programma is een spin-off van het eerder op SBS6 en VTM uitgezonden 
programma Million Dollar Island. In tegenstelling tot het tweede seizoen van die serie betreft het nu weer een volledig Nederlandse productie.

## Opzet
Bij aanvang van het bijna een maand durende sociale experiment krijgen alle 30 deelnemers drie armbandjes ter waarde van € 10.000,- wat het totaalbedrag op € 900.000,- brengt. Als deelnemers het spel verlaten dan laten zij hun bandje na aan een kandidaat naar keuze. Ook kunnen kandidaten bandjes verliezen in de spellen die er gespeeld worden. De overige 100.000,-, om het miljoen compleet te maken, is te vinden op Snakehill waar afgevallen kandidaten op een primitieve plek een tweede kans krijgen om terug te keren in het spel. Zij duelleren tegen elkaar waarin elke keer slechts de winnaar mag blijven. De kandidaat met de meeste bandjes, de winnaar van het laatste duel en de overwinnaar op Snakehill zitten in de finale en spelen het finalespel om maximaal € 1.000.000,-. 
In de finale krijgen de drie finalisten te maken met een kansspel, hierbij staan een hoeveelheid kistjes voor ze die gelijk zijn aan het aantal verzamelde bandjes en ze hebben elk dus ook een waarde van € 10.000,- per stuk. De finalisten zijn in de finale verzekerd van hun eigen bandje ter waarde van € 10.000,- vervolgens is het aan de finalist om te kiezen hoeveel kisten hij of zij opent. Er zit echter bij iedere finalist één slang in een van de kistjes, als ze deze pakken verliezen ze al het geld en behouden enkel hun eigen bandje van € 10.000,-.

## Winnaars
| Finalist | Waarde bij start finale | Gewonnen geldbedrag | Referentie |
| -------- | ----------------------- | ------------------- | ---------- |
| Roderick | € 100.000,-             | € 30.000,-          | [ 2 ]      |
| Nadia    | € 410.000,-             | € 90.000,-          | [ 3 ]      |
| Tanja    | € 490.000,-             | € 50.000,-          |            |

## Gerelateerde programma's
Million Dollar Desert is een spin-off van Million Dollar Island. Tussen de beide shows zit wel een aantal verschillen. Zo bevatte Million Dollar Island 100 deelnemers met elk één bandje met een waarde van 10.000,-. Daarnaast speelt het spel zich nu af in een woestijn en niet meer op een eiland. Ook de toevoeging van het zogenoemde Snakehill was niet in Million Dollar Island.

## Overlijden kandidaat
Vlak voor de start van het programma overleed plotseling in het Duitse Keulen een van de kandidaten. In samenspraak met de familie van het slachtoffer werd besloten het programma wel uit te zenden en de eerste aflevering aan hem op te dragen. Na autopsie van de Duitse politie op het lichaam bleek de betreffende kandidaat, Nawras, door een natuurlijke dood te zijn gestorven.